# Ventura Salimbeni

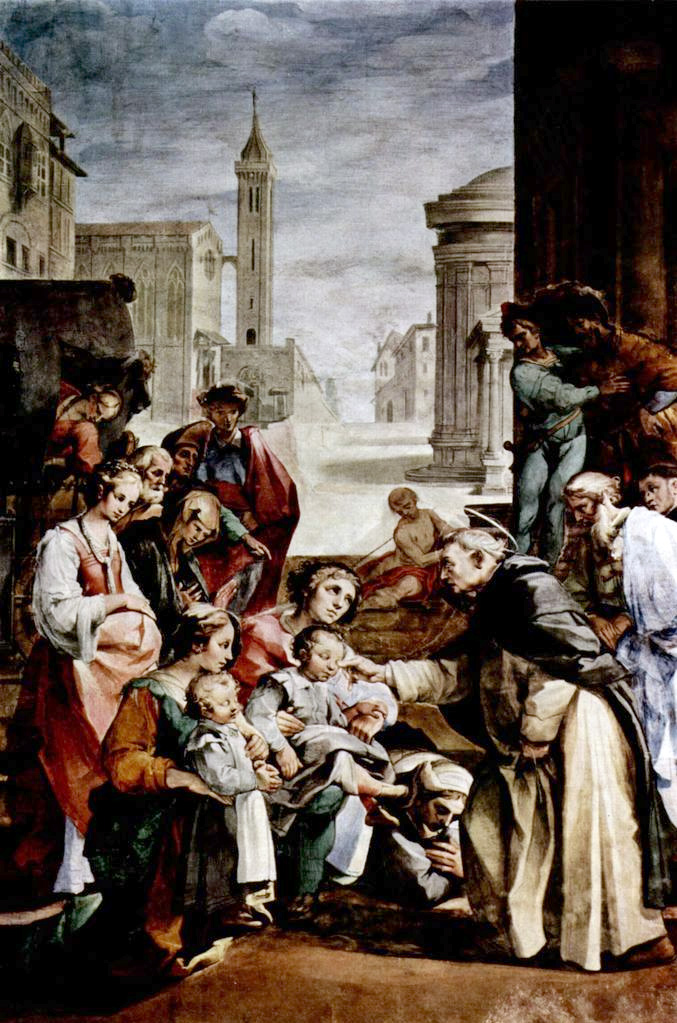
São Jacinto curando os Gêmeos cegos.

Ventura di Archangelo Salimbeni, também chamado Bevilacqua (Siena, 1568 — 1613), foi um pintor e impressor maneirista italiano, um dos últimos representantes de um estilo influenciado pela Escola Sienesa do Quatrocento.
Estudou pintura junto com seu meio-irmão, Francesco Vanni em Siena. Possivelmente passou algum tempo no norte da Itália e mudou-se para Roma em 1588 para trabalhar nos afrescos da Biblioteca do Vaticano, a mando do Papa Sisto V.
Suas obras mostram a influência dos Maneiristas Cavalier D'Arpino, Federico Barocci, Beccafumi, Lodovico Cigoli e Andrea Lillio.